# Zvonimir Jurić
Zvonimir Jurić (n. 4 iunie 1971, Osijek, RSF Iugoslavia) este un regizor și scenarist din Croația. În 2009, el a regizat și a  scris împreună cu Goran Dević filmul de război, dramă psihologică, Crnci. 

## Tinerețe
Născut la Osijek, Republica Socialistă Federativă Iugoslavia, la 4 iunie 1971, Jurić și-a încheiat studiile primare și secundare în orașul natal. În adolescență, în anii 1980, a apărut în roluri minore în mai multe seriale TV produse de TV Zagreb, cum ar fi serialul biografic din 10 părți Nikola Tesla (1977), seria de partizani Nepokoreni grad (1982) și popularul serial pentru copii Smogovci (1982).

## Carieră
După absolvirea liceului, Jurić a petrecut semestrul 1991–1992 studiind regia de film la Universitatea Loyola Marymount din Los Angeles. În 1992 s-a întors în Croația și s-a înscris la departamentul de regie de film al Academiei de Artă Dramatică din Zagreb. Ca student al acestei academii, Jurić a regizat mai multe scurtmetraje și documentare. În 2017, el a semnat Declarația privind limba comună a croaților, sârbilor, bosniacilor și muntenegrenilor (Deklaracija o zajedničkom jeziku).

### Lungmetraj în regia de debut
Debutul său regizoral a fost lungmetrajul din 2009 Crnci (al cărei scenariu l-a scris împreună cu Goran Dević, care a fost și co-regizor). Crnci este un film de război - dramă psihologică care prezintă o unitate fictivă a armatei croate (numită după o unitate paramilitară a Statului fasist Independent al Croației) care refuză să-și predea armele în timpul încetării focului în cadrul războiului de independență al Croatiei.  Pentru regia acestui film, Jurić și Dević au primit Arena de Aur pentru cel mai bun regizor la Festivalul de Film de la Pula din 2009, unde se oferă premiile naționale ale Croației. A fost propunerea Croației la cea de-a 83-a ediție a Premiilor Oscar la categoria cel mai bun film străin, dar nu a reușit să ajungă pe lista finală a nominalizărilor.
Scenariul filmului Crnci are loc în Osijek după război și include evenimente reale legate de cazul „Garajul”, în care prizonierii sârbi de război au fost torturați.
În 2014, a regizat filmul Kosac. Acest film conține trei povești, care au loc într-o noapte și construiesc treptat o imagine sumbră a vieții lui Ivo.
În 2010, Zvonimir Jurić a primit Premiul Inima orașului Sarajevo pentru cel mai bun film de scurt metraj la Festivalul de Film de la Sarajevo pentru regia filmului Žuti mjesec.

## Filmografie
- Povestiri din Zagreb (Zagrebačke priče; 2002; segment)
- Sex, băutură și vărsare de sânge (Seks, piće i krvoproliće ; 2004; segment)
- The Blacks (Crnci, 2009; co-regizor)
- The Reaper (Kosac, 2014)

## Vezi și
- Listă de actori croați